# Sideroxylon beguei
Sideroxylon beguei är en tvåhjärtbladig växtart som beskrevs av René Paul Raymond Capuron och André Aubréville. Sideroxylon beguei ingår i släktet Sideroxylon och familjen Sapotaceae. Inga underarter finns listade i Catalogue of Life.